# James Francis Carney
James Francis Carney (* 28. Juni 1915 in Vancouver; † 16. September 1990 ebenda) war von 1969 bis zu seinem Tod Erzbischof von Vancouver.

## Leben
Carney empfing am 21. März 1942 die Priesterweihe durch den damaligen Erzbischof von Vancouver, William Mark Duke. Er war zunächst bis 1950 als Hilfspriester an der Holy Rosary Cathedral tätig, ehe er nach weiteren Arbeiten als Hilfspriester 1954 Gemeindepfarrer der Pfarrei Corpus Christi wurde. 1964 stieg Carney zum Generalvikar des Erzbistums Vancouver auf und durfte fortan den Titel Monsignore führen.
Papst Paul VI. ernannte ihn am 7. Januar 1966 zum Titularbischof von Obori und bestellte ihn zum Weihbischof in Vancouver. Die Bischofsweihe spendete ihm am 11. Februar desselben Jahres der spätere Kardinal Sergio Pignedoli, damals Apostolischer Delegat in Kanada. Mitkonsekratoren waren Martin Michael Johnson, Erzbischof von Vancouver, und Michael Cornelius O’Neill, Erzbischof von Regina. Am 8. Januar 1969 ernannte ihn Paul VI. zum neuen Erzbischof von Vancouver. Carney war der erste Erzbischof, der auch in Vancouver geboren wurde. Er galt, gerade angesichts der Erwartungen vieler Katholiken nach den Reformen des Zweiten Vatikanischen Konzils, als extrem konservativ. Dieser Eindruck verfestigte sich auch durch Carneys uneingeschränkte Befürwortung der päpstlichen Enzyklika Humanae vitae von 1968. Papst Johannes Paul II. ernannte ihn 1986 zum Mitglied der Kongregation für den Klerus.
1989 wurde bei Erzbischof Carney eine Krebserkrankung festgestellt, der er ein Jahr später im Alter von 75 Jahren erlag.